# 米道利成
米道 利成（よねみち としなり、1965年10月20日 - ）は、日本の実業家。

## 経歴
- 1965年 誕生　東京大学卒。
- 1989年4月 山一證券入社[1]
- 2006年5月 アルテディア事業投資部長
- 2015年4月 メディカルクリエイト取締役就任
- 2016年8月 オスミックファーム八街（現ハーモニーファーム）設立 代表取締役就任
- 2017年3月 サイアムライジングインベストメント1号合同会社代表社員就任
- 2017年6月 21LADY取締役就任[1]
- 2018年1月 株式会社LBI 代表取締役社長就任
- 2020年3月 米道利成（株式会社 LBI）による「第一回ＳＤＧｓ、ＥＳＧ投資セミナー」を開催
- 2020年4月 米道利成（株式会社 LBI）による「第二回ＳＤＧｓ、ＥＳＧセミナー」を開催
- 2020年5月 Leadersfile記事公開（米道利成インタビュー記事公開）
- 2020年5月 M&Aタイムス記事公開（米道利成インタビュー記事）
- 2020年5月 Venturetimesにて記事公開（米道利成インタビュー記事）